# Шеркауи, Сиди Ларби
Сиди Ларби Шеркауи (нидерл. Sidi Larbi Cherkaoui, 10 марта 1976, Антверпен) — бельгийский танцовщик и хореограф.

## Биография
Отец — эмигрант из Марокко, мать — фламандка. Учился в медресе, при этом увлекался живописью, копировал фламандских мастеров. Танцем начал заниматься в 16 лет, выступал в варьете и на телевидении. Окончил школу современного танца PARTS, основанную в Брюсселе Анной Терезой Де Кеерсмакер; параллельно занимался хип-хопом и современным джазом. В 1995 получил первую премию за сольный танец на балетном конкурсе в Генте. Был принят в балетную компанию Алена Плателя Ballets Contemporains de la Belgique, где выступал как танцовщик и балетмейстер.
В 2010 основал собственную балетную компанию Eastman.

## Постановки
- 1999 — Anonymous Society (на музыку Жака Бреля)
- 2000 — Rien de rien
- 2002 — It (соло в постановке Вима Вандекейбуса), Ook, D’avant
- 2003 — Foi
- 2004 — Tempus fugit (Авиньонский фестиваль), In memoriam
- 2005 — Loin, Zero Degrees, Je t’aime tu sais
- 2006 — Corpus Bach, Mea Culpa, End
- 2007 — L’Homme de bois на музыку Игоря Стравинского, Myth (с ансамблем старинной музыки «Микролог»), Apocrifu
- 2008 — Origine, Sutra (в сотрудничестве с Энтони Гормли)
- 2009 — Dunas, Orbo novo
- 2010 — «Вавилонская башня (Слова)» (совместно с Дамьеном Жале, в сотрудничестве с Энтони Гормли, танцевальная компания «Человек с Востока»); лауреат приза «Бенуа» 2011 года за этот спектакль
- 2012 — Puz/zle с участием группы A Filetta
- 2013 — «Болеро» Мориса Равеля с участием Марины Абрамович и Дамьена Жале
- 2016 — «Галантные Индии» Ж.-Ф. Рамо на Мюнхенском оперном фестивале
- 2016 — «Иоланта / Щелкунчик», Парижская опера, режиссёр Дмитрий Черняков (совместно с Эдуаром Локом и Артуром Пита)
- 2019 — «Медуза», Парижская опера с участием Натальи Осиповой и Мэттью Болла на музыку Генри Пёрселла и Ольги Войцеховской.

## Признание
Премия Нижинского (2002). Европейская премия KAIROS (2009). Премия Benois de la dance (2011, см.:  Архивная копия от 4 марта 2016 на Wayback Machine).